# Afrikanische Popularmusik
Als afrikanische Popularmusik, abgekürzt Afropop, wird die Popularmusik des afrikanischen Kontinents bezeichnet. Gegenüber der traditionellen afrikanischen Musik ist sie durch drei Einflüsse geprägt: die Kolonialzeit mit ihren Missionsschulen und ihre Folgen einschließlich der Schaffung neuer staatlicher Gebilde über ethnische Grenzen hinweg, die technologische Entwicklung bei Musikinstrumenten und Tonträgern, die zunehmende internationale Vermarktung bei gleichzeitiger Dominanz bestimmter, vor allem angloamerikanischer Musikformen. Zu diesen Einflüssen zählen die des nordamerikanischen Jazz, Blues und Hip-Hop, die mit südamerikanischen Salsa-, Reggae, Zouk- und Rumba-Rhythmen gemischt werden.

## Abgrenzung
Als „neotraditional“ bestimmt Gerd Grupe Formen afrikanischer Musik, die in den Alltag eingebettet sind: Sie wird zu ähnlichen Anlässen wie traditionale Musik grundsätzlich live gespielt, ist aber nicht an feste Anlässe gebunden. Ihre geographische Verbreitung ist beschränkt; statt lokaler Dialekte werden oft verbreitete Verkehrssprachen genutzt. Westliche Instrumente und elektronische Verstärkung werden dabei nur selten verwendet; auch ist eine Vervielfältigung auf Tonträgern eher unüblich. Allerdings werden traditionale Instrumente aus verschiedenen Regionen oft gemischt.
Um Popularmusik im Unterschied zu neotraditionaler Musik handelt es sich nach Grupe, sofern ein Anspruch auf Modernität erhoben wird und der Einsatz moderner Instrumente der westlichen Popmusik erfolgt. Starkult und Verbreitung auf Tonträgern und in Massenmedien sind Folgen des zunehmenden Warencharakters dieser Musik.

## Geschichte

### Bis 1960
Goldküste
Die Geschichte der afrikanischen Popularmusik begann in den 1880er-Jahren an der Goldküste unter europäischem Einfluss. Dieser zeigte sich zunächst vor allem in der Erweiterung des instrumentarischen Bestandes durch Violinen, Celli, Klarinetten, Trompeten oder Gitarren. In den Missionsschulen wurden Hymnengesang und Blaskapellen für die musikalische Begleitung von Gottesdiensten eingeführt. In den Küstengebieten entstanden Brassbands nach Vorbild der Militärkapellen, die vor allem Ragtime und europäische Märsche und Tänze spielten. Anfang des 20. Jahrhunderts entwickelte sich unter diesen Einflüssen die Musikform des Highlife, die sich mit ihrer Verbreitung im Hinterland immer stärker afrikanisierte. Die britische Kolonialregierung griff immer wieder ein, um „unmoralische“ Tänze zu unterbinden. Der Bɔbɔbɔ-Style, der sich auf die Musiktradition der Ewe und ihre traditionellen Perkussionsinstrumente stützte, greift einerseits Elemente des Highlife auf, zeigt aber noch neotraditionale Züge.
Nigeria
Ein zweiter Fokus der Entwicklung einer urbanen Popularmusik war Nigeria. Im 19. Jahrhundert kehrten ehemalige Sklaven aus Brasilien und Kuba nach Sierra Leone und Nigeria zurück und brachten die quadratische Rahmentrommel samba ins Land. In Lagos kreierte angeblich der Musiker Tunde King um 1932 den Jùjú, in dem sich Elemente der Musik der Yoruba mit christlichem Kirchengesang und afrokubanischen Einflüssen zu einem Ruf- und Antwort-Gesang verbanden. Dabei gelangten westliche Saiteninstrumente wie das (von Seeleuten eingeführte) Banjo oder die sechssaitige Gitarre sowie die von der Heilsarmee verwendete Rahmentrommel und die Gefäßrassel shekere (Maracas) zum Einsatz. Die Texte wurden dem sozialen Anlass angepasst und dienten oft der Zurschaustellung städtischer Kultiviertheit.
Im muslimischen Teil des Yorubalandes entwickelte sich seit den 1950ern der islamisch orientierte Wákà, entstanden aus dem alternierenden Vorsänger/Chor-Gesang bei Koranlesungen während des Ramadan, der durch die Sängerin Batile Alake († 2013) populär wurde, ferner der Wéré- und der Fújì-Stil. Der Sákárà-Stil, bei dem die Yoruba einige Instrumente von den Hausa übernahmen, kam bereits in den 1920er-Jahren nach Lagos. Beim angeblich in den 1920er-Jahren entstandenen Àpàlà kommt die Sanduhrtrommel der Yoruba zum Einsatz. Beim Fújì handelt es sich um eine stärker individualisierte Weiterentwicklung dieser Stile.
Kapverden
Um 1900 wurde das Akkordeon auf den Inseln eingeführt. Dieses und der Ferrinho, ein geriffelter Eisenstab, der als Idiophon genutzt wird, sind Begleitinstrumente des Ende der 1950er Jahre entstandenen Funaná, ein sehr schneller Tanz, der wohl weitaus ältere Wurzeln hat und in den 1980er Jahren auch international populär wurde. Die Coladeira entspricht etwa der brasilianischen Lambada. Die Morna, der wohl bekannteste Musikstil der Kapverden, ist hingegen moll-lastig, langsam und klagend.
Kongo
Seit etwa 1935 bildeten sich in Léopoldville und Brazzaville unter kubanischem Einfluss Son- bzw. Rumba-Gruppen, deren Musik auf dem Clave-Rhythmusschema basierte. Radio Congo Belge verbreitete diese afrokubanische Musik auch in die Nachbarländer. Der erste international bekannte Star des kongolesischen Rumba war der Schiffsmechaniker und Boxer Antoine Kolosay (Wendo Kolosoy, „Papa Wendo“, 1925–2008), dem schon in den 1940er Jahren einige internationale Plattenerfolge erzielte. Le Grand Kallé (Joseph Kabasele) gründete 1953 die Rumba-Band L'African Jazz, die die (für den damaligen europäischen Geschmack relativ eingängige) kongolesische Musik auf einer Reise nach Brüssel 1960 mit einem Schlag bekannt machte. Seine bekanntesten, dort präsentierten Stücke sind Indépendance Cha Cha und Table ronde, wobei die darin formulierten optimistischen Erwartungen an die Unabhängigkeit innerhalb kurzer Zeit dramatisch enttäuscht wurden.
Sudan
In den 1940er Jahren entstand – verbreitet von Radio Omdurman  – die Hagiba-Musik, benannt nach der Aktentasche eines Musikredakteurs, der darin alte Platten ins Studio mitbrachte. Dieser neue urbane Gesangsstil unterschied sich von der alten Stammesmusik, aber auch von religiösen Gesängen des Sufismus durch die Betonung der subsaharischen Rhythmen. Wichtige Vertreter waren die Sänger Muhamad Wad El Faki und Ahmed Wad Saad.
Ostafrika
Ein weiterer, vom Taarab der Swahili beeinflusster Schwerpunkt der populären Musik war Ostafrika (insbesondere Kenia und Uganda) seit etwa 1930, wo einheimische Musiker zunächst für die Weißen spielten. In Kenia entwickelte sich in den 1940er-Jahren der von Rumba und Soukous beeinflusste Benga, dessen dominierendes Instrument die Gitarre war. Später kamen Einflüsse aus dem damaligen Belgisch-Kongo hinzu, wo in den 1950ern die Fingerstyle-Technik übernommen wurde.
Südafrika
In der südafrikanischen Provinz Natal entstand in den 1930ern der Mbube („Löwe!)“, dessen Verbreitung sich dem Erfolg des Millionensellers The Lion Sleeps Tonight von Solomon Linda verdankte. In den 1930er-Jahren verbreitete sich der jazzartige Kwela. Marabi war ein (relativ schlichter) Klavierstil der 1930er aus Johannesburg, der Anleihen bei Jazz und Blues machte. Weitere Begleitinstrumente waren Gitarre, Banjo, Concertina und improvisierte Rhythmusinstrumente. Spuren des Marabi finden sich noch bei Abdullah Ibrahim.
Seit den 1930er-Jahren wurde die Schallplattenaufnahme zum bestimmenden Moment der Entwicklung neuer Musikstile und förderte ihre Verbreitung über weite Teile des Kontinents. So wurde die Fingerstyle-Technik aus dem Kongo durch Phonoaufnahmen in Ostafrika verbreitet. In den späten 1950er-Jahren übernahm zum Teil das Radio diese Funktion.
In Angola wurde der traditionelle Semba in den 1950er-Jahren Bestandteil der Popularkultur.

### 1960–1990
Vor dem und im Zweiten Weltkrieg hatte ein Rücktransport von Musikformen aus der Karibik nach Afrika eingesetzt, u. a. weil afrikanische Militärmusiker während des Krieges weltweit eingesetzt waren. Hinzu kamen die Einflüsse des Swing. Seit der Entkolonisierung der 1960er-Jahre wuchs der Einfluss der europäischen, lateinamerikanischen und amerikanischen Popmusik auf dem gesamten Kontinent. So entstand aus dem kongolesischen Rumba und unter kubanischen Einfluss der schnell getanzte Soukous (von frz. secouer, „schütteln“, auch Lingala genannt). Neben dem Rumba waren vor allem der brasilianische Samba und der Rock ’n’ Roll prägend. Typisch für diese Stile ist der relative Bedeutungsverlust der Blasinstrumente im Vergleich mit der Gitarre und der Perkussion.
Frankophones West- und Zentralafrika
Eine bedeutende Soukous-Band war die 1963 im damaligen Zaire gegründete African Fiesta mit dem einflussreichen Fingerstyle-Gitarristen Dr. Nico, deren Platten in Frankreich großen Erfolg hatten. Der wohl bekannteste Interpret von Rumba und Soukous war Papa Wemba, der zeitweise Mitglied der 1969 gegründeten Band Zaiko Langa Langa war. Diese gilt nach vielen Umgruppierungen heute (2020) immer noch als die beste kongolesische Soukous-Gruppe. Tabu Ley Rochereau gründete 1970 das Orchestre Afrisa International mit eigenem Plattenlabel. Nach seinem Pariser Exil kehrte er als Politiker nach Kinshasa zurück.
Im September 1974 fand zum Rumble in the Jungle, dem Boxkampf zwischen George Foreman und Muhammad Ali, in Kinshasa das dreitägige Musikfestival Zaire 74 mit etwa 80.000 Besuchern statt, bei dem Miriam Makeba und internationale Gäste aus den USA auftraten. Hier traten die musikalischen Größen des Kongos wie Franco Luambo und Tabu Ley Rochereau, die erst dadurch international bekannt wurden, in Austausch mit der Hip-Hop-Szene. Gefördert wurde das Festival durch Mobutu, der es für seine Kampagne zum Aufbau einer nationalen Identität nutzte. Leider gerieten Filme und Aufzeichnungen schnell in Vergessenheit, so dass das Festival internationale Nachwirkungen erst seit Mitte der 1990er Jahre erzielte. Eine Dokumentation entstand erst 2009.
In Kamerun entwickelte sich seit den 1960er-Jahren der Makossa, der vor allem durch Mama Ohandja im Ausland verbreitet wurde.
Viele Musiker aus Mali emigrierten wegen der schlechten wirtschaftlichen Situation nach Abidjan, Dakar oder Paris, so auch Salif Keita, wodurch sich die Musik der Mandé verbreitete.
Der bekannteste Musiker des postkolonialen Senegal ist Youssou N’Dour, dessen Musik stark von den Rhythmen der Röhrentrommeln sabar der Wolof und der kubanischen Musik geprägt wird. Dieser Stil wird Mbalax genannt, er ist auch in Gambia verbreitet. N’Dour war Mitglied der 1960 gegründeten, auch vom Jazz beeinflussten Star Band de Dakar (Étoile de Dakar), von der sich viele andere Gruppen abspalteten.
Ghana und Nigeria
Zu den bedeutenden Highlife-Gitarristen der 1960er und 1970er Jahre zählt der Ghanaer Ebo Taylor, der auch in London auftrat. In Nigeria entwickelte sich seit Ende der 1960er Jahre vor allem durch Fela Kuti, der unter dem Einfluss von James Brown und Miles Davis stand, der Afrobeat, der zu dieser Zeit im Westen noch kaum rezipiert wurde. I. K. Dairo modernisierte in den 1980er-Jahren den nigerianischen Jùjú durch den Einsatz neuer Instrumente und elektronischer Verstärker. Ebenezer Obey und King Sunny Adé waren in den 1980er-Jahren die wichtigsten Exponenten des Jùjú, versuchten aber vergeblich auf dem internationalen Markt Fuß zu fassen.
Ostafrika
Auch in Ostafrika verbreitete sich seit den 1970er-Jahren der Soukous. An der ostafrikanischen Küste entwickelte sich neben dem Lingala ein eigener Swahili-Sound. Im Westen Kenyas wurde in den 1970er Jahren der regional begrenzte Benga-Stil, der vor allem durch Peter Akwabi repräsentiert wird, in den 1990ern durch den Hip-Hop (in Nairobi: Genge) abgelöst. In Mosambik wurde in den 1980er-Jahren der Marrabenta-Tanz populär, zu dessen Vätern in den 1960er-Jahren Dilon Djindji zählte.
Angola und Kapverden
In Angola entwickelte sich unter dem Einfluss der karibischen Musik aus dem Semba der Kizomba; Als bedeutender Kizomba-Sänger gilt heute Anselmo Ralph. Angolanisch-brasilianische Wurzeln hat der Batuku auf den Kapverden, der in den 1980er Jahren durch die Band Finaçon (im Batuku der Name für die Gruppe der Trommlerinnen) auf Platten verbreitet wurde.
Südafrika

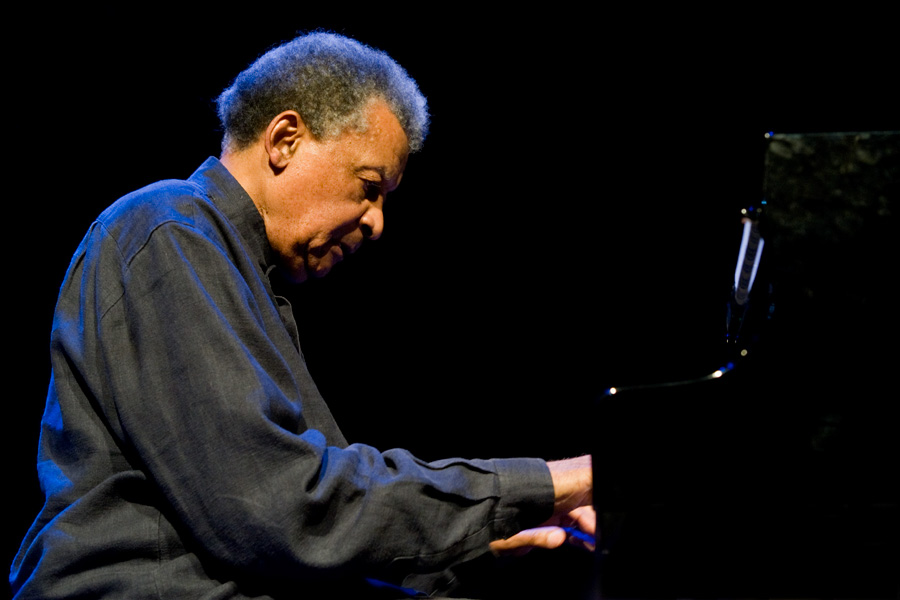
Abdullah Ibrahim

In Südafrika ging in den 1960er-Jahren aus dem kraftvollen Mbube der Mbaqanga als eine vom Jazz beeinflusste Synthese europäischer Instrumental- und afrikanischer Vokalmusik hervor. Hingegen war der Einfluss der Karibik hier geringer. Elemente des südafrikanischen Cape-Jazz flossen in die südafrikanische Popularmusik ein und trugen zu Identitätsbildung städtischer Gruppen bei, so das ikonische Stück Mannenberg (1974) von Abdullah Ibrahim, der in die USA emigrierte. Seit den 1980ern wurden diese Stile vom Bubblegum verdrängt.

### Von der afrikanischen Popularmusik zur Weltmusik
Erst gegen Ende der 1970er-Jahre wurde die Neuartigkeit und Vielfalt der afrikanischen urbanen Musik in Europa und Amerika erkannt. Inspiriert vom Woodstock-Festival fand 1984 erstmals das von Vasco Martins initiierte Festival in Baia das Gatas auf den Kapverdischen Inseln statt, das lokale und internationale Musiker zusammenführte und seitdem jährlich im August stattfindet. Rezipiert wurde in den 1980er-Jahren erstmals auch die Musik aus den ländlich-bäuerlichen Regionen Südafrikas wie der der Zulu-Wanderarbeiter: Ihr A-cappella-Gesang Isicathamiya wurde von Paul Simon durch sein Album Graceland (1986) popularisiert.
Seit 1980 traten neue Zentren der Musikproduktion, wie Sierra Leone, Mali und Angola hervor, deren Vertreter bald die Chance erhielten, sich auf den in Nordamerika und Europa rasch verbreitenden Weltmusik-Festivals zu präsentieren. So wurde Ali Farka Touré, der traditionelle Techniken auf moderne Instrumente übertrug, in den späten 1980er-Jahren schlagartig in Europa bekannt. Gleichzeitig emigrierten immer mehr Musiker aus der Kongo- und der Sahel-Region nach Europa und verbreiteten dort ihre Musik. Vom Rap beeinflusst ist der angolanische Kuduro-Stil der sich fortlaufend modernisiert.

### Seit 1990: Hip-Hop und Afropop
Um 1990 setzte eine „Re-Afrikanisierung“ der afrikanischen Musik ein. Die Weltmusik wurde für tot erklärt, alte Traditionen wurden wiederbelebt wie das Spiel auf der Kora, einer Stegharfe, durch die in Gambia geborene Sona Jobarteh. Gleichzeitig mischten sich (insbesondere in Angola) Einflüsse aus Brasilien, von den Kapverden, der Karibik (Reggae, Calypso, Zouk) und des Westens (House, Techno) mit lokalen Popstilen und bildeten immer neue Synthesen (z. B. Kizomba, Kuduro). Eine der bekanntesten Bands aus Kinshasa war Staff Benda Bilili (2004–2013), die als invalide, teils obdachlose Straßenmusiker einen mit Blues und Reggae versetzten Soukous spielten.
Infolge der Verstädterung und der hohen Geburtenraten gewann die Jugendkultur einen immer stärkeren Einfluss auf die afrikanische Popularmusik. Die elektronische Musik verdrängte die Akustikinstrumente. Zugleich mit der Entstehung riesiger städtischer Clubs ersetzten seit etwa 2000 immer schnellere Varianten des Hip-Hop (z. B. der Senerap in Dakar) die älteren Musikformen, wobei die Texte die globalen Bedürfnisse junger Leute ausdrücken: partying, money, fancy cars, brand clothes, love, girls, manchmal sogar Sozialkritik. Seit Mitte der 1990er Jahre entwickelte sich auch die afrikanische Musikindustrie, die einen Schwerpunkt in Südafrika hat, zu internationaler Bedeutung. Rund um Johannesburg verbreitete sich um 1990 Kwaito, die afrikanische Variante der House Music. Für Durban Kwaito steht seit 2003 vor allem die Gruppe Big Nuz.
Reggie Rockstone gilt als Vater des ghanesischen Hiplife in den 1990er-Jahren, eine Mischung aus Highlife und US-Hip-Hop, die auch die nigerianische Musikszene beeinflusste. Dort und in der und senegalesischen Musikszene dominieren heute Hip-Hop bzw. Senerap.
Aus dem Soukous entwickelte sich im Kongo der Ndombolo, der auch in Kamerun, Mali und Kenia populär wurde und von mehreren Regierungen wegen seiner Obszönität erfolglos geächtet wurde. Weltweit als Rapper aktiv ist der aus Angola stammende Diamondog.
Hipflife, Highlife, Jùjú, Naija (Nai meint das alte korrupte Nigeria, ja ist ein Slangausdruck for verschwinden) und andere Stile verschmolzen seit dem frühen 21. Jahrhundert in Accra, Lagos und London zum Afropop (auch Afro-Fusion oder Afrobeats – mit „s“), während der karibische Einfluss (Salsa) immer schwächer wird. Eine Basis für die Verbreitung des Afropop bietet seit 2005 der britische Bezahlsender MTV Base Africa.
Demgegenüber sind ostafrikanischen Musiker oft darauf angewiesen, ihr Einkommen durch Tourneen in Europa oder Nordamerika zu verdienen. Der tansanische Bongo Flava wurde unter dem Einfluss großer Medien zum zahnlosen Dudelpop.
Zu den erfolgreichsten AfroPop-Interpreten gehören Yemi Alade, Tiwa Savage und Burna Boy.

## Genres
Afropop umfasst folgende Genres:
- Afrikanischer Heavy Metal
- Afrikanischer Hip-Hop
- Afrobeat
- Apala
- Azonto
- Batuque
- Benga
- Bongo Flava
- Bikutsi
- Cape Jazz  auch als Goema
- Coladeira
- Coupé-Décalé
- Chimurenga
- Fuji Music
- Highlife
- Hiplife
- Hipco
- Isicathamiya
- Jit
- Jùjú
- Kapuka  auch als Boomba
- Kizomba
- Kuduro
- Kwaito
- Kwela
- Makossa
- Maloya
- Marrabenta
- Mbalax
- Museve
- Mbaqanga  auch als Sungura
- Funaná
- Genge
- Mbube
- Morna
- Palmweinmusik  auch als Maringa
- Pandza
- Raï
- Sakara
- Salegy
- Sega
- Semba
- Senerap
- Shangaan Electro
- Soukous auch als Congo, Lingala oder Afrikanische Rumba
- Taarab
- Zouglou